# 亞太數學奧林匹亞競賽
亞太數學奧林匹亞競賽（APMO）為亞洲和太平洋地區的數學奧林匹亞競賽。

題目的範圍包括了競賽初等數學的四大領域：代數（A）、組合（C）、幾何（G）、數論（N），參賽之學生必須在4小時之內完成5道題目，每題滿分為7分。

這競賽是澳大利亞數學教育家彼得·奧哈洛倫（Peter O'Halloran）在1989年創辦的。前一年澳大利亞由他領導舉辦了國際數學奧林匹克，是首度在亞太地區舉行，吸引了六支亞太國家和地區隊伍首次參賽，即是香港、印度尼西亞、新西蘭、菲律賓、新加坡、韓國；此前只有蒙古、越南、澳大利亞、中國（按加入先後）。首屆競賽於1989年在澳洲、加拿大、新加坡和香港4個國家及地區舉行。大多數的太平洋週邊國家均參與賽事，但中國大陸卻未曾加入。

## 比賽方式
與其他奧林匹亞競賽不同，亞太數學奧林匹亞競賽並不是將選手集中的一個地方進行測驗，而是各會員國各自於三月左右在自己國內舉行，參與者可能高達數十人，接著各國教授再由這些試卷中挑選10份最佳者，作為正式參賽者，將其得分報告主辦國，並將第一、三、七名的答卷複本，送至主辦國批改評分，這之中當然還會有各國的教授協調成績的程序進行。
競賽以往是在三月的第二個週一開始的一星期之間舉行，各地選擇一日比賽。2001年的競賽，有學生於其他一些國家尚未開考前，就在網上洩漏題目，因此競賽結果只能作廢。2002年的競賽，比賽期縮短至三日，也向學生警告必須將題目保密，但仍發生同樣事故，競賽結果再次作廢。自2003年的競賽開始，採取了措施以進一步保障競賽的安全，尤其是變更了在各地的競賽日期和時間，在國際換日線東側者在同一日下午比賽，西側者則在次日上午比賽，以使在數個小時內進行所有競賽。
現時競賽在三月第二個週一下午於南北美洲舉行，第二個週二上午於亞洲和西太平洋地區舉行。

## 獎勵方式
在所有參賽者中，成績為
- m+σ以上者可得到金牌
- m+⅓σ以上者可得到銀牌
- m-⅓σ以上者可得到銅牌

其中m是成績平均值，σ是標準差。
但是對於任一個國家：
- 金牌數≤1
- 金牌+銀牌數≤3
- 金牌+銀牌+銅牌數≤7

若有同分，按其他方面（如方法巧妙度）決定名次。
另外，如果有選手符合該年所定下的標準，如任一題得到滿分7分，或是任兩題得到5分以上，且沒有獲得任何獎牌，那麼將可以獲得榮譽獎。

## 外部連結
- 2005-07官方網頁(韓國)